# Johannes Hyalinus
Johannes Hyalinus (eigentlich Johannes Glaser; † nach 1562) war ein evangelischer Prediger in Schlesien und Polnisch-Preußen.

## Leben
Johannes Glaser kam aus Liegnitz in Schlesien. Er studierte Theologie in Wittenberg und wurde dort 1546 ordiniert. Danach war er Diakon im schlesischen Löwenberg. 1551 erschien eine Textauslegung Von den Versuchungen des Herrn Christi mit einem Vorwort von Philipp Melanchthon.
1554 wurde Glaser vom Rat der Stadt Thorn in Polnisch-Preußen als erster offizieller evangelischer  Prediger berufen. Er war an der Johanniskirche im Amt bis 1557.
Danach war Hyalinus Pfarrer im schlesischen Hirschberg und lebte in Liegnitz ohne Amt. Im September 1562 wurde er nach Jauer an die Kirche St. Martin berufen, wurde aber bereits im Dezember wegen anstößiger Predigten wieder entlassen.
Sein weiteres Schicksal ist unbekannt.